# 구명부환

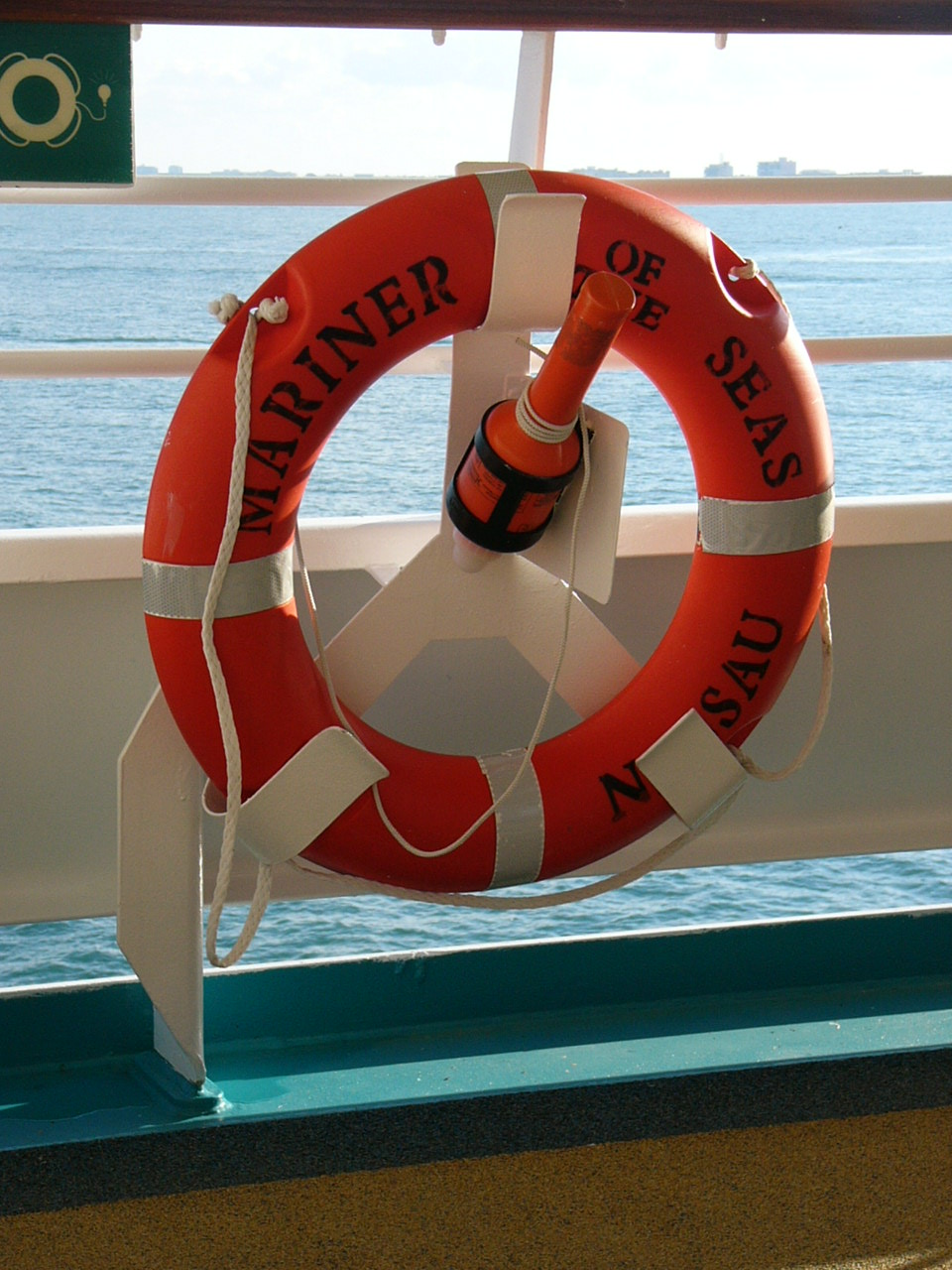
구명부환

구명부환(救命浮環) 또는 구명부표(救命浮標)는 해상에서의 구난을 위해 사용되는 부력을 지닌 도구로, 일반적으로 원형으로 생겼다.
영국의 로열 라이프 세이빙 소사이어티 UK는 구명부환을 수영장에 던지면 다른 수영장 사용자가 부상을 입을 수 있기 때문에 수영장에서 사용하기에 부적합하다고 판단하여, 어뢰 부표와 같은 장치가 구명 부표를 대체한다.